# 世界のほんの片隅から
「世界のほんの片隅から」（せかいのほんのかたすみから）は、日本のガールズロックバンド・ZONEのメジャー4作目（通算5作目）のシングル。

## 概要
- 前作「secret base〜君がくれたもの〜」から約3ヶ月ぶり、アルバム『Z』からの先行シングル。
- メジャーデビュー後としては初のノンタイアップシングルとなった。
- オリコン初登場8位を獲得。2作連続でのトップ10入りを果たした。

## 収録曲
1. 世界のほんの片隅から [4:19]
作詞：一色そらん
作曲：KAIDO
編曲：KAIDO、JIN NAKAMURA
メジャーデビュー後として唯一楽器を演奏しないで参加した楽曲[1]。
2. ボクらはサンタ [3:46]
作詞：ZONE
作曲：上田晃司
編曲：虎じろう
3. 世界のほんの片隅から (Backing Track) [4:19]
作曲：KAIDO
編曲：KAIDO、JIN NAKAMURA
表題曲のバッキングトラックバージョン。
4. ボクらはサンタ (Backing Track) [3:43]
作曲：上田晃司
編曲：虎じろう
カップリング曲のバッキングトラックバージョン。

## 収録アルバム
- Z (#1)
- E 〜Complete A side Singles〜 (#1)
- ZONEトリビュート〜君がくれたもの〜 (Disc2 #1)